# Txabi Etxebarrieta
Francisco Javier Echebarrieta Ortiz, àlies Pepe i més conegut com a Txabi Etxebarrieta (Bilbao, 14 d'octubre de 1944 - Tolosa, 7 de juny de 1968), va ser un destacat dirigent d'ETA en els anys 60, conegut per haver estat l'autor material de la primera víctima d'ETA. Etxebarrieta fou també el primer militant d'ETA mort per les forces de seguretat espanyoles, i per això ha estat una de les icones més recurrents d'ETA i l'esquerra abertzale.

## Biografia
Txabi era el tercer de quatre germans en una família que no parlava basc i va sofrir des de la infància una bronquitis greu que va condicionar tota la seva vida. Un dels seus germans grans era José Antonio Etxebarrieta (mort el 1973), defensor de Xabier Izko de la Iglesia en el Procés de Burgos (1970) i un dels personatges més destacats d'aquest procés.
L'any 1967 es va llicenciar en Ciències Econòmiques a la Universitat de Bilbao, en l'especialitat d'informàtica, en la qual fou un estudiant molt actiu. Aquell mateix any i l'anterior va presidir la V Assemblea d'ETA, que donaria lloc a la primera escissió en el si de l'organització. En aquesta assemblea, que es va realitzar en dues parts, van esclatar les tensions entre el corrent obrerista (comunista i més allunyat del nacionalisme), que en aquell temps controlava la direcció d'ETA en l'interior, i els altres dos corrents, els anomenats tercermundista i etnicista. Txabi Etxebarrieta, el seu germà José Antonio i el navarrès José María Eskubi van ser qui van encapçalar el corrent intern que va expulsar els obreristes més destacats. La primera part de l'assemblea, celebrada el 7 de desembre de 1966 a Gaztelu (Guipúscoa), va ratificar l'expulsió de l'obrerista Patxi Iturrioz decidida per endavant per l'Executiu (direcció màxima, a l'exili), provocant així l'escissió dels obreristes en una organització ETA Berri (Nova ETA), posteriorment Komunistak, embrió del que seria després el Moviment Comunista d'Espanya (MCE).
La resta dels militants van quedar automàticament enquadrats en el qual es coneixeria com a ETA Zaharra (Vella ETA) fins a 1968, que va tornar a ésser ETA a seques. En la segona part de l'assemblea, celebrada al març de 1967 en la casa d'exercicis espirituals dels jesuïtes de Getaria (Guipúscoa), Txabi Etxebarrieta va ser escollit membre del Comitè Central i del Comitè Executiu de l'organització. En aquesta assemblea, a més, es van començar a donar els primers passos cap a l'elaboració d'una teoria revolucionària pròpia; d'Etxebarrieta prové el concepte de 'poble treballador basc', utilitzat per l'esquerra abertzale des de llavors. Així mateix es va dividir l'activitat de l'organització en quatre fronts: polític, militar, cultural i obrer, en el darrer dels quals tindria un paper destacat Etxebarrieta. Entre d'altres, incorporà a Mario Onaindia a l'organització armada, com el propi Onaindia relatà a la seva biografia.

### Mort
El 7 de juny de 1968, el cotxe en el qual viatjaven Etxebarrieta i Iñaki Sarasketa fou detingut per un control de la guàrdia civil a Aduna (Guipúscoa). Tement que fossin descoberts, Txabi Etxebarrieta va descendir del cotxe disparant l'agent José Pardines Arcay. Etxebarrieta i Sarasketa van fugir aixoplugant-se en la casa d'un capellà de Tolosa. Després de romandre unes hores amagats van decidir abandonar la casa parroquial, i foren parats immediatament per agents de la guàrdia civil que, àdhuc no coneixien les seves identitats, durant l'escorcoll no van detectar la pistola que portava Sarasketa. Sí que van trobar, però, la d'Etxebarrieta. En aquell moment es va iniciar un tiroteig en el qual va resultar mort Txabi Etxebarrieta de dues ferides de bala a Benta Haundi (Tolosa).
Iñaki Sarasketa va aconseguir escapar del tiroteig apuntant amb la seva arma el conductor d'un cotxe, a qui va obligar a transportar-lo fins a l'església de Régil, on es va refugiar per a ser detingut l'endemà. El 2 d'agost, en represàlia per la mort de Txabi Etxebarrieta i per ser presumpte torturador, ETA assassinà el cap policial Melitón Manzanas. Quan es van complir els deu anys dels successos de Benta Haundi, ETA assassinà el sergent Acedo Panizo, un dels integrants del control en el qual va morir Etxebarrieta.

### Record
Durant algun temps hi va haver un bust de Txabi Etxebarrieta a la plaça Urretxindorra del barri bilbaí d'Otxarkoaga, fins que va ser retirat per l'ajuntament el setembre de 2004, davant les protestes de l'organització ultranacionalista espanyola ¡Basta Ya!.
El 8 d'abril de 2020, la plataforma Movistar+ estrenà la sèrie La línea invisible, de sis capítols i amb una participació catalana força destacable, sobre l'episodi de la presa de decisió d'ETA per iniciar la lluita armada, amb Txabi Etxebarrieta com a principal protagonista d'aquells fets.